# Hovops madagascariensis
Hovops madagascariensis är en spindelart som först beskrevs av Vinson 1863.  Hovops madagascariensis ingår i släktet Hovops och familjen Selenopidae.
Artens utbredningsområde är Madagaskar. Inga underarter finns listade i Catalogue of Life.